# 블랙윈터
《블랙윈터》는 매주 목요일 정이나가 다음 웹툰에서 연재하는 웹툰이다. 2020년 1월 2일에 1부가 완결되었다. 등장인물로는 로슈아,설해사, 도화예, 손무호가 있다

## 등장인물
- 로슈아
- 설해사
- 도화예
- 손무호
- 손무하
- 차송이